# Pablo Villalba Fretes
Pablo Alcides Villalba Fretes (n. General Caballero, Paraguay, 17 de marzo de 1987) es un futbolista paraguayo. Juega de delantero y su actual equipo es el 2 de mayo de la División Intermedia de Paraguay.

## Clubes
| Club               | País      | Año         |
| ------------------ | --------- | ----------- |
| 2 de mayo          | Paraguay  | 2007 - 2008 |
| Arsenal de Sarandí | Argentina | 2009 - 2010 |
| Los Andes          | Argentina | 2010 - 2011 |
| Jorge Newbery      | Argentina | 2012        |
| Comunicaciones     | Argentina | 2012 - 2014 |
| Deportivo Español  | Argentina | 2014 - 2015 |
| Unión Aconquija    | Argentina | 2016 - 2017 |
| Chaco For Ever     | Argentina | 2017        |
| 2 de mayo          | Paraguay  | 2021        |